# UFC 14
UFC 14: Showdown è stato un evento di arti marziali miste organizzato dall'Ultimate Fighting Championship il 27 luglio 1997 a Birmingham (Alabama). L'evento è stato visto dal vivo su pay-per-view negli Stati Uniti e successivamente pubblicato su home video.

## Retroscena
UFC 14 prevedeva due tornei separati: un torneo dei pesi massimi per combattenti di peso pari o superiore a 200 libbre/91 kg e un torneo dei pesi medi (ex leggeri) per combattenti di peso inferiore a 200 libbre/91 kg. L'evento prevedeva anche un "Superfight" per il UFC Heavyweight Championship tra Mark Coleman e Maurice Smith, oltre a due incontri alternativi in caso di infortunio nel torneo.
"Showdown" è stato il primo evento UFC a richiedere a tutti i combattenti di indossare guanti imbottiti, di peso compreso tra quattro e sei once. Fino ad allora, era una scelta del combattente: Melton Bowen è stato il primo combattente UFC a scegliere di indossare i guanti, in UFC 4. È stata anche la prima apparizione in UFC del campione del mondo di kickbox Maurice Smith e del campione di wrestling collegiale Mark Kerr, che è stato incoraggiato a provare la competizione di arti marziali miste dal suo amico e compagno di allenamento, Mark Coleman.

## Risultati
- Eventuale ripescaggio nel torneo dei Pesi Medi:  Anthony Fryklund contro  Donnie Chappell

Fryklund sconfisse Chappell per sottomissione (strangolamento) a 1:35.
- Eventuale ripescaggio nel torneo dei Pesi Massimi:  Alex Hunter contro  Sam Fulton

Hunter sconfisse Fulton per KO Tecnico (pugni) a 2:30.
- Semifinale del torneo dei Pesi Medi:  Joe Moreira contro  Yuri Vaulin

Moreira sconfisse Vaulin per decisione unanime. Moreira venne successivamente escluso dal torneo per aver fallito degli esami medici.
- Semifinale del torneo dei Pesi Medi:  Kevin Jackson contro  Todd Butler

Jackson sconfisse Butler per sottomissione (pugni) a 1:28.
- Semifinale del torneo dei Pesi Massimi:  Mark Kerr contro  Moti Horenstein

Kerr sconfisse Horenstein per KO Tecnico (pugni) a 2:23.
- Semifinale del torneo dei Pesi Massimi:  Dan Bobish contro  Brian Johnston

Bobish sconfisse Johnston per KO Tecnico (pugni) a 2:11.
- Finale del torneo dei Pesi Medi:  Kevin Jackson contro  Anthony Fryklund

Jackson sconfisse Fryklund per sottomissione (strangolamento da dietro) a 0:44 e vinse il torneo dei pesi medi UFC 14.
- Finale del torneo dei Pesi Massimi:  Mark Kerr contro  Dan Bobish

Kerr sconfisse Bobish per sottomissione (colpo di mento all'occhio) a 1:38 e vinse il torneo dei pesi massimi UFC 14.
- Incontro per il titolo dei Pesi Massimi:  Mark Coleman (c) contro  Maurice Smith

Smith sconfisse Coleman per decisione unanime e divenne il nuovo campione dei pesi massimi.